# ماركوس سي. ليسلي
ماركوس سي. ليسلي هو محامي وقاضي وسياسي أمريكي، ولد في 23 سبتمبر 1862 في وينشستر في الولايات المتحدة، وتوفي بنفس المكان في 7 يوليو 1894. نشط حزبياً في الحزب الديمقراطي. وقد انتخب عضو مجلس النواب الأمريكي ‏.